# Osmolalité
 (mars 2009).
Ne doit pas être confondu avec Osmolarité.
En biochimie, l'osmolalité est une mesure du nombre d'osmoles de soluté par kilogramme de solvant.
À ne pas confondre avec l'osmolarité, qui est une mesure du nombre d’osmoles de soluté par litre de solution.
Si le solvant est de l'eau, ces mesures sont quasi équivalentes pour des solutions diluées, car la masse volumique de l'eau distillée vaut 0,997 6 kg/l à 23 °C.
Il n'en est pas de même pour les solutions concentrées : par exemple, à une solution molaire (1 M, ou 1 mol/l) de saccharose correspond une osmolalité d'environ 0,77 osmole par kilogramme d'eau. C'est aussi le cas du plasma sanguin.
L'osmole, une unité hors SI, est égale au nombre de moles de particules qui peuvent être osmotiquement actives dans une solution idéale. Par exemple, une mole de glucose correspond à une osmole, tandis qu'une mole de chlorure de sodium (NaCl) correspond à deux osmoles : une osmole de sodium et une osmole de chlorure. Ainsi, quand on parle d'osmoles ou d'osmolarité, on se réfère à la structure des particules en solution, c'est-à-dire dissociées ou non. Par exemple, la molarité d'une solution de NaCl est de 1 mol/l, et l'osmolarité est de 2 osmol/l, car deux particules sont présentes en solution : le NaCl ne reste pas sous forme de sel, il se dissocie complètement.
L’eau de mer a une osmolarité comprise entre 1 000 et 1 100 mosmol/l, soit 3,3 fois plus que le plasma chez l'animal. L'eau de mer ayant une densité d'environ 1 kg/l, l'osmolalité de l'eau de mer est donc comprise entre 1 000 et 1 100 mosmol/kg. 
Chez l'Homme, l'osmolalité moyenne est de 290 mosmol/l dans toutes les cellules humaines et dans tous les compartiments intra cellulaires, extra cellulaires, plasmatiques et interstitiels. Seule la pointe de la papille rénale n'est pas concernée, car l'osmolalité peut y monter jusqu'à 1200 mosmol/l, ce qui explique que nous pouvons concentrer nos urines pour éliminer nos déchets et garder de l'eau. Enfin, même si l'osmolalité est stable dans tous les compartiments, elle est générée par des compositions électrolytiques très variables, avec notamment du sodium extracellulaire et du potassium intracellulaire. 
En pratique clinique, on estime l'osmolalité et donc l'état d'hydratation des patients par la natrémie. Cependant, la natrémie n'est jamais le reflet du bilan sodé ou de la quantité de sel chez les patients. En effet, en cas de déshydratation extra-cellulaire (par sudation par exemple), la perte de sel entraîne une perte d'eau iso-osmotique. La concentration en sel dans le compartiment vasculaire reste donc inchangée : la natrémie est constante malgré une perte de sel (bilan sodé négatif)

## Mesure
L'osmolalité est calculée par la formule
{\displaystyle {\text{Osm}}=b\cdot \left[1+\alpha \cdot \left(p-1\right)\right]}
avec :
- {\displaystyle \alpha } est le coefficient de dissociation du soluté qui varie entre 0 (pas de dissociation) et 1 (dissociation complète) ;
- {\displaystyle p} est le nombre de particules obtenues par la dissociation du soluté. Pour le glucose {\displaystyle p=1} ; pour le chlorure de sodium (NaCl) {\displaystyle p=2} ; pour tout sel de type A(x)B(y) on a x+y={\displaystyle p}
- {\displaystyle b} est la molalité (mol/kg).

Le coefficient {\displaystyle i=1+\alpha \cdot \left(p-1\right)} est appelé facteur de van 't Hoff.